# ذراع الردة (حالمين)

تعديل مصدري - تعديل

ذراع الردة هي إحدى قرى عزلة حبيل الريدة بمديرية حالمين التابعة لمحافظة لحج، بلغ تعداد سكانها 41 نسمة حسب تعداد اليمن لعام 2004.